# Kachi Kaluk
Kachi Kaluk (1005 circa) è stato un condottiero mongolo.
Fu Khan dei Mongoli e diretto progenitore della stirpe reale di Gengis Khan.

## Vita
Era appartenente al gruppo tribale dei Borjigin, ceppo principale e cuore della nobiltà Mongola, che raggruppava i clan più importanti, e fu un Khan dei Mongoli.
Era figlio di Menen Tudun e nipote di Kabichi Baator Khan.

## Discendenze
Fu sposato con varie mogli tra cui Nomolun Eke. Uno dei suoi figli fu Khaidu Khan, poi padre di Shingkor Dokshin. Tra i suoi discendenti diretti c'è anche Tamerlano.